# 原亢籍

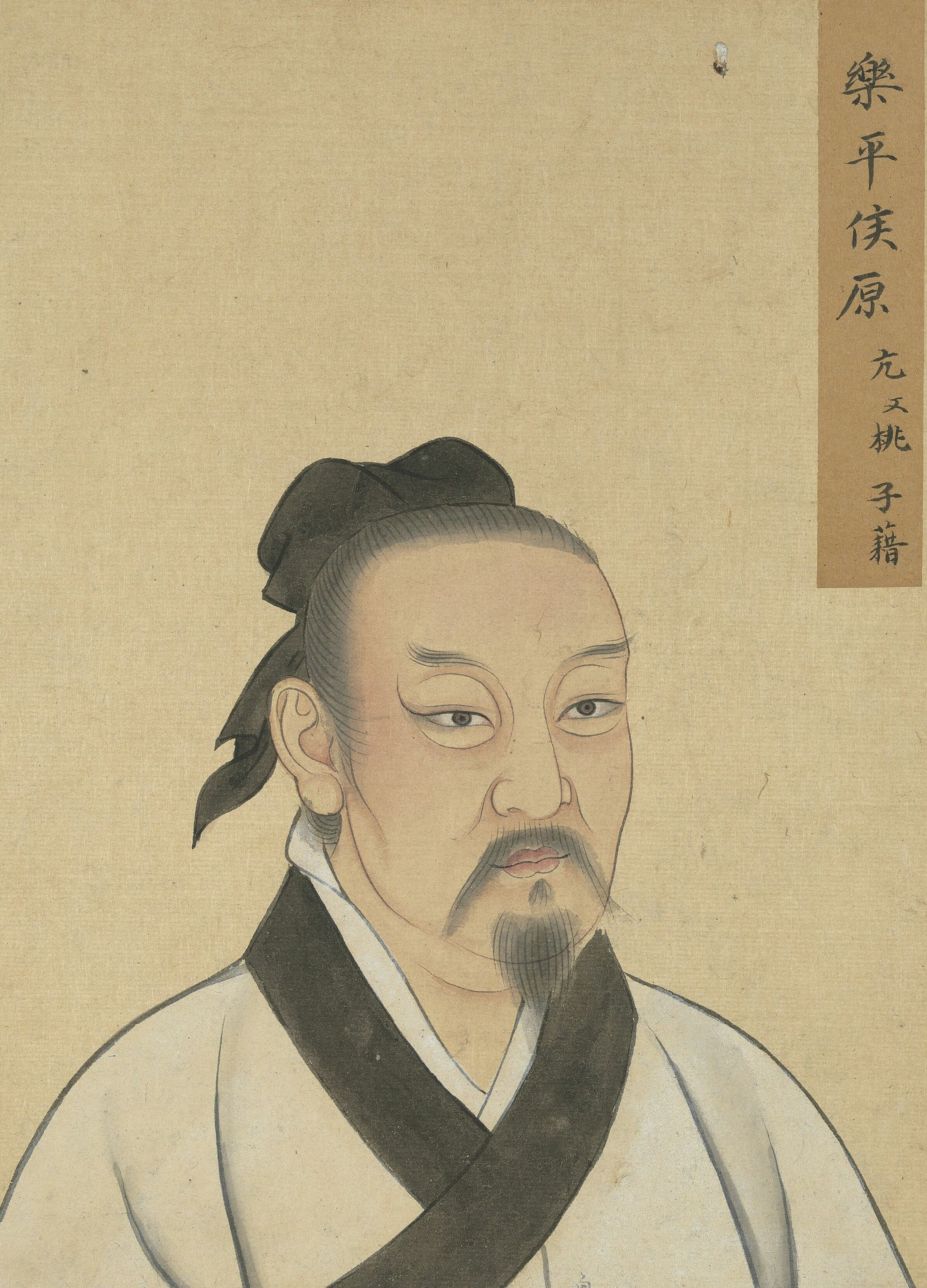
原亢

原亢籍（？—？），字籍，《孔子家语·弟子解》作原亢，字子籍。春秋时期鲁国人。孔子弟子。

## 生平
原亢事迹不详。 

## 歷代追封
- 漢明帝永平十五年（72年）從祀孔廟。
- 唐玄宗開元二十七年（739年）封莱芜伯。
- 宋真宗大中祥符二年（1009年）封乐平侯。
- 明世宗嘉靖九年（1530年）封先賢原子。